# Marin Hinkle
Marin Elizabeth Hinkle, född 23 mars 1966 i Dar es-Salaam, Tanzania, är en amerikansk skådespelerska. Hon är bland annat känd för rollen som Judith i TV-serien 2 1/2 män.

## Filmografi i urval
- 1999–2002 – Once and Again (TV-serie)
- 2000 – Frequency – Livsfarlig frekvens
- 2001 – I Am Sam
- 2003–2015 – 2 1/2 män (TV-serie)
- 2006 – Rika vänner
- 2017 – The Marvelous Mrs. Maisel
- 2024 – St. Denis Medical (TV-serie)